# Egg Harbor Township
Egg Harbor Township ist ein Township im Atlantic County, New Jersey, USA. Das U.S. Census Bureau ermittelte bei der Volkszählung 2020 eine Einwohnerzahl von 47.842.

## Geographie
Nach dem United States Census Bureau hat die Stadt eine Gesamtfläche von 194,1 km², wovon 174,4 km2 Land und 19,7 km2 (10,15 %) Wasser ist.

## Demographie
Nach der Volkszählung von 2000 gibt es 30.726 Menschen, 11.199 Haushalte und 8.108 Familien in der Stadt. Die Bevölkerungsdichte beträgt 176,1 Einwohner pro km2. 79,42 % der Bevölkerung sind Weiße, 10,37 % Afroamerikaner, 0,21 % amerikanische Ureinwohner, 5,05 % Asiaten, 0,05 % pazifische Insulaner, 2,82 % anderer Herkunft und 2,07 % Mischlinge. 6,76 % sind Latinos unterschiedlicher Abstammung.
Von den 11.199 Haushalten haben 37,5 % Kinder unter 18 Jahre. 55,3 % davon sind verheiratete, zusammenlebende Paare, 12,6 % sind alleinerziehende Mütter, 27,6 % sind keine Familien, 22,0 % bestehen aus Singlehaushalten und in 7,1 % Menschen sind älter als 65. Die Durchschnittshaushaltsgröße beträgt 2,74, die Durchschnittsfamiliengröße 3,23.
27,9 % der Bevölkerung sind unter 18 Jahre alt, 6,6 % zwischen 18 und 24, 32,6 % zwischen 25 und 44, 23,7 % zwischen 45 und 64, 9,2 % älter als 65. Das Durchschnittsalter beträgt 36 Jahre. Das Verhältnis Frauen zu Männer beträgt 100:94,6, für Menschen älter als 18 Jahre beträgt das Verhältnis 100:90,7.
Das jährliche Durchschnittseinkommen der Haushalte beträgt 52.550 USD, das Durchschnittseinkommen der Familien 60.032 USD. Männer haben ein Durchschnittseinkommen von 40.033 USD, Frauen 30.643 USD. Der Prokopfeinkommen der Stadt beträgt 22.328 USD. 5,4 % der Bevölkerung und 4,2 % der Familien leben unterhalb der Armutsgrenze, davon sind 6,2 % Kinder oder Jugendliche jünger als 18 Jahre und 9,3 % der Menschen sind älter als 65.